# Panagiotis Kone
Panagiotis Giorgios Kone (en griego: Παναγιώτης Γεώργιος Κονέ) es un exfutbolista albanés, aunque nacionalizado griego, que jugaba como centrocampista.
En octubre de 2020, sin equipo tras haber rescindido su contrato con el Western United F. C. en julio de ese mismo año, anunció su retiro.

## Selección nacional
El 19 de mayo de 2014 el entrenador de la selección griega, Fernando Santos, lo incluyó en la lista final de 23 jugadores que representarían a Grecia en la Copa Mundial de Fútbol de 2014 en Brasil.

### Participaciones en Copas del Mundo
| Mundial                        | Sede   | Resultado        |
| ------------------------------ | ------ | ---------------- |
| Copa Mundial de Fútbol de 2014 | Brasil | Octavos de final |

## Clubes
| Club                      | País      | Año       |
| ------------------------- | --------- | --------- |
| AEK Atenas F. C.          | Grecia    | 2005-2008 |
| Iraklis                   | Grecia    | 2008-2010 |
| Brescia Calcio            | Italia    | 2010-2011 |
| Bologna F. C. 1909        | Italia    | 2011-2014 |
| Udinese Calcio            | Italia    | 2014-2018 |
| ACF Fiorentina (cedido)   | Italia    | 2016      |
| Granada C. F. (cedido)    | España    | 2017      |
| AEK Atenas F. C. (cedido) | Grecia    | 2017-2018 |
| Western United F. C.      | Australia | 2019-2020 |

## Palmarés

### Campeonatos nacionales
| Título              | Club             | País   | Año  |
| ------------------- | ---------------- | ------ | ---- |
| Superliga de Grecia | AEK Atenas F. C. | Grecia | 2018 |